# أحمد كلزي
أحمد كلزي (مواليد 28 يناير 1987) هو لاعب كرة قدم سوري يلعب مع نادي الجيش في الدوري السوري الممتاز.

## روابط خارجية
- أحمد كلزي على موقع كووورة